# Mont-Ormel
Mont-Ormel é uma comuna francesa, situada no departamento da Orne.